# Kukavica
Kukavica (albanisch auch Kukavicë, serbisch-kyrillisch Кукавица) ist ein Dorf im Osten Kosovos, welches zur Gemeinde Pristina gehört.

## Geographie
Kukavica liegt rund 17 Kilometer (Luftlinie) südöstlich der Hauptstadt Pristina in den Hügeln.

## Bevölkerung
Bei der Volkszählung 2011 wurden für Kukavica 17 Einwohner erfasst. Alle von ihnen (100 %) gaben an, Albaner zu sein.
| Volkszählung | 1948 | 1953 | 1961 | 1971 | 1981 | 1991 | 2011 |
| ------------ | ---- | ---- | ---- | ---- | ---- | ---- | ---- |
| Einwohner    | 185  | 160  | 158  | 154  | 112  | 165  | 17   |